# La gang dell'arancia meccanica
La gang dell'arancia meccanica (Çirkin Dünya) è un film turco del 1974 diretto da Osman Fahir Seden, accreditato con lo pseudonimo "Rowland Kramer". Si inserisce nel filone del rape-and-revenge, all'epoca particolarmente in voga.

## Trama
Istanbul. Dopo una notte di brutali aggressioni e atti di vandalismo, un trio di feroci malviventi capeggiati dal sadico e sofisticato "Scorpione" riescono, con l'inganno, ad introdursi nella villa del chirurgo Orang, che vive insieme alla moglie Selma e al loro figlioletto Murad. Dopo aver eluso i controlli della polizia, i tre promettono alla coppia di lasciare la loro abitazione il mattino successivo, e nel frattempo si divertono a tormentare e schiavizzare i loro sfortunati "ospiti" nei modi più disparati, accanendosi principalmente su Selma.
Esasperato dal comportamento dei tre uomini e sempre più preoccupato per l'incolumità della sua famiglia Orang arriva a promettere ai tre malviventi una grossa somma di denaro pur di
convincerli ad andarsene. I tre però, dopo aver rifiutato l'assegno offerto loro dal dottore e pretendendo un pagamento in contanti, decidono (essendo domenica) di prolungare di ancora un giorno la loro permanenza nella villa, prendendo in ostaggio il piccolo Murad (di cui i tre ignoravano l'esistenza, essendo ancora addormentato e svegliatosi all'improvviso) e sottoponendolo ad ulteriori angherie. La situazione purtroppo non migliora nemmeno quando Orang riceve una visita inaspettata da alcuni amici di famiglia, e il suo tentativo di avvelenare lo Scorpione durante un pasto fallisce miseramente.
Dopo aver riflettuto sulla situazione Scorpione decide quindi di portare via con sé Murad come ostaggio dopo aver prelevato i soldi dalla banca, e questo porta Orang e Selma a pianificare un tentativo di fuga durante la notte successiva, purtroppo sventato facilmente dai tre criminali. Il mattino dopo quindi lo Scorpione e Orang si recano alla banca, lasciando i due complici del delinquente a sorvegliare Selma e Murad. Tuttavia i due aggrediscono Selma e Murad, violentando la prima e affogando il secondo nella piscina, dopodiché raggiungono il loro capo per andarsene con il denaro. Dopo aver trovato il figlio morto e la moglie impazzita per la violenza e il dolore Orang, accecato dall'ira, insegue lo Scorpione e i suoi complici per vendicarsi ma viene ucciso, non prima però di aver ucciso uno dei due complici. In seguito i due malviventi superstiti vengono arrestati, per poi essere scarcerati alcuni anni dopo. Dopo aver appreso del loro rilascio Selma, ormai completamente impazzita, li affronta uccidendoli a colpi di pistola.

## Edizione italiana
Il film è stato distribuito in Italia con un titolo chiaramente ispirato al capolavoro di Stanley Kubrick Arancia meccanica, e con nomi fittizi italiani e anglofoni per gli attori nei titoli di testa. Nel 2007 ne è stato distribuito un dvd in edizione limitata.